# ماگلد
شهر ماگلُد (به مجاری: Maglód) در پِشت در کشور مجارستان واقع شده‌است. جمعیت این شهر ۱۰٫۸۷۲ نفر است.